# Ormisda VI
Ormisda VI (in medio persiano 𐭠𐭥𐭧𐭥𐭬𐭦𐭣; ... – 632) è stato un nobile persiano e successivamente scià dell'impero sasanide per un breve frangente dal 630 al 632.
Il rovesciamento e l'esecuzione di suo nonno Cosroe II (regnante dal 590 al 628) nel 628 portò a una guerra civile che vide susseguirsi molti pretendenti al trono sasanide. Questo periodo turbolento coincise con l'ascesa una serie di monarchi i cui mandati durarono per periodi di tempo assai ridotti, spesso inferiori a un anno. Prima di Ormisda VI, Sapore V esercitò per un po' di tempo il ruolo di sovrano, prima di essere deposto dal potente nobile Farrukh Ormisda, il quale assunse una volta al potere il nome di Ormisda V. Grazie a quest'ultimo fu possibile l'ascesa trono della principessa sasanide Azarmidokht a Ctesifonte nel 630; la nobildonna sasanide assassinò in seguito Ormisda V. Poco dopo, le truppe dell'importante generale sasanide e usurpatore Shahrbaraz proclamarono Ormisda VI re a Nisibi.
Ormisda VI rimase in quest'ultima città per circa due anni, finché non fu rovesciato dalle stesse truppe che lo avevano sostenuto in precedenza. Yazdgard III, un altro nipote di Cosroe II, riuscì, con l'appoggio dei nobili, a diventare l'unico sovrano incontrastato dell'impero alla fine del conflitto civile.